# Eliseu Climent i Corberà
Eliseu Climent i Corberà (Llombai, Ribera Alta, 12 de novembre de 1940) és un promotor cultural i empresari de l'àmbit editorial del País Valencià, principalment amb Tres i Quatre, una de les editorials més importants del mercat editorial valencià, conegut pel seu compromís amb la cultura catalana.

## Biografia
Va estudiar dret a la Universitat de València. En la dècada dels anys seixanta va iniciar les seues primeres publicacions des de l'àmbit universitari amb les revistes Diàleg (1960) i Concret (1962). El 1968 va fundar Edicions Tres i Quatre, íntegrament dedicada al llibre en català. El 1972, Tres i Quatre va crear els Premis Octubre, un certamen literari que en l'actualitat consta de cinc categories i s'ha lliurat ininterrompudament des d'aleshores.
Climent va participar activament en la política valenciana durant el tardofranquisme i va militar en el nacionalisme d'esquerres (va ser un dels fundadors del Partit Socialista Valencià, precursor del PSPV-PSOE) i la transició espanyola, i va ser un dels principals redactors del denominat Estatut d'Elx (octubre del 1975).
Paral·lelament a la seua activitat política, va prosseguir amb la seua labor de promotor cultural i editor. Va participar en la fundació de l'entitat Acció Cultural del País Valencià (ACPV) el 1978, una institució que es declara ideològicament independent per a l'estudi, la defensa i la promoció del patrimoni cultural, artístic i natural del País Valencià, de la qual Joan Fuster en va ser el primer president (Climent en va ser secretari general des de la fundació i president des del 1999). Posteriorment, el 1984, va començar a publicar el setmanari El Temps, l'àmbit de difusió del qual són els Països Catalans i que l'any 2000 va assolir un tiratge de més de 25.000 exemplars. Altres activitats de promoció cultural que cal destacar són la campanya Any del Tirant (1990) amb motiu del cinquè centenari de la publicació de la novel·la Tirant lo Blanc, la recuperació de la revista fallera Pensat i Fet (1995) que s'havia editat entre el 1912 i el 1972, o la creació del Centre de Cultura Contemporània Octubre el (2006).
En l'actualitat, a més del càrrec a ACPV, és membre fundador de la Fundació Josep Renau, que custodia i difon l'obra artística del cartellisme de Josep Renau, president de la Fundació Ausiàs March i de la Institució Cívica i de Pensament Joan Fuster, plataforma que pretén impulsar una major articulació del món econòmic, cultural, acadèmic i professional del País Valencià amb la resta dels Països Catalans.

## Premis i reconeixements
El 1983 fou guardonat amb la Creu de Sant Jordi, concedida per la Generalitat de Catalunya i el 1989 va ser guardonat amb el Premi d'Honor de la Fundació Jaume I per la seua contribució al desenvolupament de la llengua i la cultura catalanes. Va ser nomenat Miquelet d'Honor per la Societat Coral el Micalet de València l'any 1992. També va rebre els premis Albert Viladot (1993), Canigó (1995), Premi Nacional de Periodisme (1999), Memorial Joan XXIII per la Pau 1999 (2000) i de l'Associació de Publicacions Periòdiques en Català (APPEC) el 2003. La Coordinadora d'Associacions per la Llengua Catalana li va lliurar el Premi Nacional Joan Coromines l'any 2005.
L'any 2012 se li va atorgar la Medalla d'Honor de la Xarxa Vives d'Universitats. El 2023 va ser guardonat amb la Medalla d'Or de la Generalitat de Catalunya, juntament amb l'escriptora Marta Pessarrodona i la cantautora Maria del Mar Bonet, premi anunciat el 19 de juliol i lliurat el 7 de setembre. El 2024, dins del certamen dels Premis 31 de Desembre atorgats anualment per l'Obra Cultural Balear, va ser guardonat amb el Premi Gabriel Alomar i Villalonga, destinat a reconèixer la defensa de la cultura dels Països Catalans. Un any després va rebre el Premi Òmnium al Compromís Nacional.